# Episodi di The Mothers-In-Law (prima stagione)
La prima stagione della serie televisiva The Mothers-In-Law è andata in onda negli Stati Uniti dal 10 settembre 1967 al 28 aprile 1968 sulla NBC.
| nº | Titolo originale                                | Prima TV USA      | Titolo italiano | Prima TV Italia |
| -- | ----------------------------------------------- | ----------------- | --------------- | --------------- |
| 1  | On Again, Off Again, Lohengrin                  | 10 settembre 1967 |                 |                 |
| 2  | Everybody Goes On a Honeymoon                   | 17 settembre 1967 |                 |                 |
| 3  | All Fall Down                                   | 24 settembre 1967 |                 |                 |
| 4  | A Night to Forget                               | 1º ottobre 1967   |                 |                 |
| 5  | The Newleyweds Move In                          | 8 ottobre 1967    |                 |                 |
| 6  | The Career Girls                                | 15 ottobre 1967   |                 |                 |
| 7  | Who's Afraid of Elizabeth Taylor?               | 22 ottobre 1967   |                 |                 |
| 8  | My Son, the Actor                               | 29 ottobre 1967   |                 |                 |
| 9  | How Do You Moonlight a Meatball?                | 5 novembre 1967   |                 |                 |
| 10 | I Thought He'd Never Leave                      | 12 novembre 1967  |                 |                 |
| 11 | The Great Bicycle Race                          | 19 novembre 1967  |                 |                 |
| 12 | Through The Lurking Glass                       | 26 novembre 1967  |                 |                 |
| 13 | Divorce-Mother-In-Law Style                     | 3 dicembre 1967   |                 |                 |
| 14 | The Not Cold Enough War                         | 10 dicembre 1967  |                 |                 |
| 15 | You Challenge Me to a What?                     | 17 dicembre 1967  |                 |                 |
| 16 | Everybody Wants to Be a Writer                  | 31 dicembre 1967  |                 |                 |
| 17 | The Kids Move Out                               | 7 gennaio 1968    |                 |                 |
| 18 | The Hombre Who Came to Dinner (1)               | 14 gennaio 1968   |                 |                 |
| 19 | The Hombre Who Came to Dinner (2)               | 21 gennaio 1968   |                 |                 |
| 20 | Don't Give Up the Sloop                         | 28 gennaio 1968   |                 |                 |
| 21 | I'd Tell You I Love You, But We're Not Speaking | 4 febbraio 1968   |                 |                 |
| 22 | Herb's Little Helpers                           | 11 febbraio 1968  |                 |                 |
| 23 | Bye, Bye Blackmailer                            | 25 febbraio 1968  |                 |                 |
| 24 | The Wig Story                                   | 3 marzo 1968      |                 |                 |
| 25 | It's Only Money                                 | 10 marzo 1968     |                 |                 |
| 26 | I Haven't Got a Secret                          | 17 marzo 1968     |                 |                 |
| 27 | Jerry's Night Out with the Boys                 | 24 marzo 1968     |                 |                 |
| 28 | The Long, Long Weekend                          | 31 marzo 1968     |                 |                 |
| 29 | Jealousy Makes the Heart Grow Fonder            | 7 aprile 1968     |                 |                 |
| 30 | How Not to Manage a Rock Group                  | 28 aprile 1968    |                 |                 |

## On Again, Off Again, Lohengrin
- Prima televisiva: 10 settembre 1967
- Diretto da: Desi Arnaz
- Scritto da: Madelyn Davis, Bob Carroll, Jr.

### Trama
- Guest star:

## Everybody Goes On a Honeymoon
- Prima televisiva: 17 settembre 1967
- Diretto da: Desi Arnaz
- Scritto da: Madelyn Davis, Bob Carroll, Jr.

### Trama
- Guest star: Carl Reindel (caddie), Bart Greene (addetto alla camera)

## All Fall Down
- Prima televisiva: 24 settembre 1967
- Diretto da: Desi Arnaz
- Scritto da: Allan Manings, Hugh Wedlock, Jr.

### Trama
- Guest star:

## A Night to Forget
- Prima televisiva: 1º ottobre 1967
- Diretto da: Maury Thompson
- Scritto da: Madelyn Davis, Bob Carroll, Jr.

### Trama
- Guest star: Desi Arnaz (Raphael del Gado), Lou Krugman (Tony Roma)

## The Newleyweds Move In
- Prima televisiva: 8 ottobre 1967
- Diretto da: Desi Arnaz
- Scritto da: Madelyn Davis, Bob Carroll, Jr.

### Trama
- Guest star: Judy Franklin (Cynthia), Larry Bishop (Frankie), Jan Hirsch (Peggy), David Galligan (Paul), Rick Bentley (John)

## The Career Girls
- Prima televisiva: 15 ottobre 1967
- Diretto da: Desi Arnaz
- Scritto da: Fred S. Fox, Seaman Jacobs

### Trama
- Guest star: Paula Bowser (ballerina), Rob Reiner (Joe Turner), Desi Arnaz Jr. ( batterista)

## Who's Afraid of Elizabeth Taylor?
- Prima televisiva: 22 ottobre 1967
- Diretto da: Desi Arnaz
- Scritto da: Madelyn Davis, Bob Carroll, Jr.

### Trama
- Guest star:

## My Son, the Actor
- Prima televisiva: 29 ottobre 1967
- Diretto da: Desi Arnaz
- Scritto da: Bob Carroll, Jr., Madelyn Davis

### Trama
- Guest star:

## How Do You Moonlight a Meatball?
- Prima televisiva: 5 novembre 1967
- Diretto da: Desi Arnaz
- Scritto da: Seaman Jacobs, Fred S. Fox

### Trama
- Guest star: Emlen Davies (donna), Percy Helton (Dean Roberts), Judy Howard (donna), Florence MacMichaels (cameriera)

## I Thought He'd Never Leave
- Prima televisiva: 12 novembre 1967
- Diretto da: Elliott Lewis
- Scritto da: Sydney Zelinka, Ronald Axe

### Trama
- Guest star: Larry Storch (Ralph), Robert Anderson (poliziotto)

## The Great Bicycle Race
- Prima televisiva: 19 novembre 1967
- Diretto da: Elliott Lewis
- Scritto da: Madelyn Davis, Bob Carroll, Jr.

### Trama
- Guest star:

## Through The Lurking Glass
- Prima televisiva: 26 novembre 1967
- Diretto da: Desi Arnaz
- Scritto da: Howard Ostroff

### Trama
- Guest star:

## Divorce-Mother-In-Law Style
- Prima televisiva: 3 dicembre 1967
- Diretto da: Elliott Lewis
- Scritto da: Bill Idelson, Harvey Miller

### Trama
- Guest star:

## The Not Cold Enough War
- Prima televisiva: 10 dicembre 1967
- Diretto da: Desi Arnaz
- Scritto da: William O'Hallaren

### Trama
- Guest star:

## You Challenge Me to a What?
- Prima televisiva: 17 dicembre 1967
- Diretto da: Desi Arnaz
- Scritto da: Bob Carroll, Jr., Madelyn Davis

### Trama
- Guest star:

## Everybody Wants to Be a Writer
- Prima televisiva: 31 dicembre 1967
- Diretto da: Desi Arnaz, Elliott Lewis
- Scritto da: William O'Hallaren

### Trama
- Guest star: Vanda Barra (Script Girl), Jim Begg (Mail Room Boy), Lee Millar (assistente del regista), Peter Whitney (Terrence Archibald)

## The Kids Move Out
- Prima televisiva: 7 gennaio 1968
- Diretto da: Elliott Lewis
- Scritto da: Madelyn Davis, Bob Carroll, Jr.

### Trama
- Guest star:

## The Hombre Who Came to Dinner (1)
- Prima televisiva: 14 gennaio 1968
- Diretto da: Desi Arnaz, Elliott Lewis
- Scritto da: Bob Carroll, Jr., Madelyn Davis

### Trama
- Guest star: Desi Arnaz (Raphael del Gado)

## The Hombre Who Came to Dinner (2)
- Prima televisiva: 21 gennaio 1968
- Diretto da: Elliott Lewis, Desi Arnaz
- Scritto da: Madelyn Davis, Bob Carroll, Jr.

### Trama
- Guest star: Desi Arnaz (Raphael del Gado), Desi Arnaz, Jr. (Tommy)

## Don't Give Up the Sloop
- Prima televisiva: 28 gennaio 1968
- Diretto da: Elliott Lewis
- Scritto da: Harvey Miller, Bill Idelson

### Trama
- Guest star:

## I'd Tell You I Love You, But We're Not Speaking
- Prima televisiva: 4 febbraio 1968
- Diretto da: Desi Arnaz
- Scritto da: Robert Daniel, Mark Howard

### Trama
- Guest star: Brooks West (professore Hutton)

## Herb's Little Helpers
- Prima televisiva: 11 febbraio 1968
- Diretto da: Elliott Lewis
- Scritto da: Madelyn Davis, Bob Carroll, Jr.

### Trama
- Guest star:

## Bye, Bye Blackmailer
- Prima televisiva: 25 febbraio 1968
- Diretto da: Elliott Lewis
- Scritto da: Bob Carroll, Jr., Madelyn Davis

### Trama
- Guest star:

## The Wig Story
- Prima televisiva: 3 marzo 1968
- Diretto da: Desi Arnaz
- Scritto da: Michael Morris

### Trama
- Guest star:

## It's Only Money
- Prima televisiva: 10 marzo 1968
- Diretto da: Elliott Lewis
- Scritto da: Sydney Zelinka

### Trama
- Guest star:

## I Haven't Got a Secret
- Prima televisiva: 17 marzo 1968
- Diretto da: Desi Arnaz
- Scritto da: Peggy Chantler Dick

### Trama
- Guest star:

## Jerry's Night Out with the Boys
- Prima televisiva: 24 marzo 1968
- Diretto da: Elliott Lewis, Desi Arnaz
- Scritto da: Madelyn Davis, Bob Carroll, Jr.

### Trama
- Guest star:

## The Long, Long Weekend
- Prima televisiva: 31 marzo 1968
- Diretto da: Elliott Lewis
- Scritto da: Madelyn Davis, Bob Carroll, Jr.

### Trama
- Guest star:

## Jealousy Makes the Heart Grow Fonder
- Prima televisiva: 7 aprile 1968
- Diretto da: Elliott Lewis
- Scritto da: Bob Carroll, Jr., Madelyn Davis

### Trama
- Guest star:

## How Not to Manage a Rock Group
- Prima televisiva: 28 aprile 1968
- Diretto da: Desi Arnaz
- Scritto da: Don Nelson